# Louis Babin
Pour les articles homonymes, voir Babin.
Œuvres principales
- Saint-Exupery : de cœur, de sable et d'étoiles
- Suite du promeneur
- Je suis l'âme fauchée

Louis Babin est un compositeur, chef d'orchestre, chef de chœur et trompettiste québécois.
Ses œuvres ont été interprétées ou commandées par plusieurs interprètes et ensembles, dont l'Orchestre classique de Montréal, l'Orchestre de chambre de Montréal, Eurochestries International, l'American Festival of Microtonal Music de New York, l'Orchestre symphonique de Laval, l'Orchestre Symphonique du Saguenay-Lac Saint-Jean, l’Orchestre symphonique des jeunes de Strasbourg, Euterbe (l'Orchestre symphonique du Poitou), le Quatuor Molinari, la violoniste Marie Cantagrill et l'Orchestre philharmonique de Moravie. Il s'est lui-même produit notamment à New York, Paris, Basel, Zurich, Toronto et Qingdao (Chine).

## Biographie
Né le 16 août 1957 à Montréal, Louis Babin grandit à Laval dans une famille de musiciens amateurs. Dès l'âge de 9 ans, il étudie le piano et la trompette à l'École de musique Vincent d'Indy et entre au Conservatoire de musique de Montréal à l'âge de 15 ans où il étudie la trompette, l'alto et le contrepoint pendant 7 ans. Il a également étudié le jazz à l'Université Concordia, est titulaire d'une maîtrise en composition de l'Université de Montréal et d'une maîtrise en direction chorale de l'Université de Sherbrooke.
De 1991 à 2011, Louis Babin enseigne la théorie musicale à l'Institut Trebas.
En 1994, il réalise les arrangements pour la violoniste Angèle Dubeau et le quatuor à cordes Claudel qui interprète les pièces de Gerry Boulet sur son album posthume Jézabel, projet réalisé par Dan Bigras.
Le 10 avril 1995 a lieu le troisième concert bénéfice de l'église Saint-Arsène de Montréal. Louis Babin, alors trompettiste attitré de l'église, est le directeur musical de ce concert de Pierre Flynn, accompagné de la chorale du Gesù.
Entre 2002 et 2004, il accompagne Bruno Pelletier en tournée comme trompettiste.
Notamment en 2009 et 2011, il anime des projets de création musicale pour des étudiants d'écoles secondaires,.
En 2012, il participe à la 55e édition du festival d'Eurochestries International avec l'Orchestre à cordes des jeunes de Laval.
En 2013, l'aide de Louis Babin est sollicitée par le patineur Eric Radford pour la réalisation de la trame musicale d'une musique que le patineur a lui-même composée pour les Jeux Olympiques de Sotchi de 2014, accompagné par sa partenaire Meagan Duhamel. Babin réalise alors l'orchestration de la pièce de Radford et l'enregistrement de l'œuvre avec les musiciens de l'Orchestre symphonique de Longueuil,.
En 2016, Louis Babin devient le chef de chœur et directeur artistique de l'ensemble vocal Ô Chœur du Nord de Val-David. En 2019, il devient le chef de chœur et directeur artistique des Chanteurs de la Place Bourget. Et en 2020 il devient le chef de chœur et directeur artistique du Chœur Tremblant.

### Saint-Exupéry: de cœur, de sable et d'étoiles
Le poème-symphonique, qui rend hommage à Antoine de Saint-Exupéry, est d'abord créé en France en 2012 pour le Festival Eurochestries International où il est à l'honneur lors des concerts de clôture du festival à Pons et Jonzac. À la suite du festival, l'Orchestre symphonique des jeunes de Strasbourg vient au Québec lors d'une tournée organisée par les Eurochestries interpréter l'œuvre-hommage de Louis Babin. L'enregistrement de l'album Saint-Exupéry : de cœur, de sable et d'étoiles paru en 2015 constitue un moment phare de la carrière de Louis Babin et est rendu possible grâce à une campagne de sociofinancement. La production de l'album a joui du soutien de la Fondation Antoine de Saint-Exupéry pour la Jeunesse. Le lancement a lieu le 14 novembre 2015 à Toulouse, d’où partaient, au début du siècle dernier, les pilotes de l’Aéropostale que Saint-Exupéry a immortalisés dans Vol de nuit. En plus de la pièce centrale, qui se décline en trois mouvements intitulés Vol de vie, Les adieux au Petit Prince et La marche des Hommes, l'album Saint-Exupéry : de cœur, de sable et d'étoiles et autre œuvres comporte aussi les pièces Couleurs et La suite du promeneur. Toutes les pièces de l'album ont été enregistrées par le Moravian Philharmonic Orchestra, alors sous la direction de Petr Vronský. Saint-Exupéry : de cœur, de sable et d'étoiles a aussi été joué par l'Orchestre symphonique de Laval dans le cadre des festivités célébrant le 30e anniversaire de l'orchestre et le 50e anniversaire de Laval en 2015.

## Œuvres

### Musique de film et de scène
- Om (2010), musique pour le court dessin animé de la réalisatrice Sanaa Legdani
- Iqaluk (2009), musique originale pour le court dessin animé du réalisateur Jean-Philippe Côté
- The List (2000), musique originale pour le long métrage du réalisateur Sylvain Guy
- Le voleur d’étoiles (1998), musique originale pour le court métrage du réalisateur français Philippe Monpontet
- La légende du roi Arthus (1997), musique originale pour la pièce de théâtre de Mario Boivin et Michel Garneau
- Zie 37e Stagen (1997), musique originale pour le court métrage du réalisateur Sylvain Guy
- Polaroid (1994), musique originale pour le court métrage de la réalisatrice Anne-Marie Losique
- Le Bossu de Notre-Dame (1993), musique originale pour la pièce de théâtre de Richard Lemire tirée du roman de Victor Hugo
- L’autoportrait (1993), musique originale pour le court métrage de la réalisatrice Denise Labrie
- Stéréotypes (1992), musique originale pour le court métrage du réalisateur Jean-Marc Vallée
- I Won't Dance (1991), musique originale pour le long métrage du réalisateur Hunt Hoe
- Mackenzie King and the Conscription Crisis (1990), musique originale pour le court métrage documentaire (ONF)
- L’amour volé (1990), musique originale pour le court métrage du réalisateur Pierre Vallée
- The Trade (1986), musique originale pour le court vidéo dramatique du réalisateur Sylvie Bélanger
- Deaf and Mute (1986), musique originale pour le long métrage du réalisateur Hunt Hoe
- Closing Time (1984), musique originale pour le court métrage du réalisateur Hunt Hoe
- C'est pas parce qu’on est jeune qu’on n’est pas pareil (1982), musique originale pour la pièce de théâtre d’André Miville-DesChênes
- L’amiral blanc (1980), musique originale pour la pièce de théâtre d’Yves Brodeur et Carolanne St-Pierre
- Les filles de l’amour divin (1980), musique originale pour la pièce de théâtre de François Beaulieu

## Distinctions
- Finaliste au Concours de musique québécoise (volet composition) du Centre de musique canadienne en 2013[21],[22]
- Mention spéciale pour sa pièce pour piano Duel au concours international IBLA Grand Prize en 2010[23]